# KIF2C
KIF2C (Kinesin-like protein KIF2C en anglais) est une protéine encodée chez l’homme par le gène KIF2C situé sur le chromosome 1 humain.